# 토지주택박물관
토지주택박물관(土地住宅博物館, Land and Housing Museum)은 대한민국의 토지주택 전문 박물관이다. 한국의 토지와 주택에 관한 역사 · 고고 · 민속 유물을 소장하고 토지주택박물관대학과 함께 사회 교육프로그램을 운영하고 있다. 경상남도 진주시 충의로 19(충무공동) 한국토지주택공사 신청사 왼편에 자리해 있다.

## 기본 정보
- 개관시간 : 10:00 ~ 17:00
- 휴관일 :매주 일요일, 공휴일, 10월 1일(창사기념일), 5월 1일(근로자의 날), 기타 박물관장이 지정한 날
- 관람료 : 무료

## 같이 보기
- 토지주택대학